# ستيفن بارنت
ستيفن بارنت (بالإنجليزية: Steven Barnett) هو غطاس أسترالي، ولد في 15 يونيو 1979 في سيدني في أستراليا.

## وصلات خارجية
- ستيفن بارنت على موقع الاتحاد الدولي للسباحة (الإنجليزية)
- ستيفن بارنت على موقع قاعدة بيانات الغوص IAT (الألمانية)
- ستيفن بارنت على موقع اللجنة الأولمبية الدولية (الإنجليزية)
- ستيفن بارنت على موقع أوليمبيديا (الإنجليزية)
- ستيفن بارنت على موقع اللجنة الأولمبية الأسترالية (الإنجليزية)
- ستيفن بارنت على موقع اتحاد ألعاب الكومنولث (مؤرشف) (الإنجليزية)
- ستيفن بارنت على موقع دورة ألعاب الكومنولث 2006 (مؤرشف) (الإنجليزية)